# Rúsich
El Grupo de Reconocimiento, Sabotaje y Asalto "Rúsich" (en ruso: Диверсионно-штурмовая разведывательная группа "Русич" o ДШРГ "Русич", DShRG "Rúsich") es una unidad militar agregada a la organización paramilitar privada conocida como Grupo Wagner.

## Historia
En 2014, se reportó la presencia del grupo en la guerra del Dombás; la unidad era liderada por Alekséi Milchakov y Yan Petrovski; ambos líderes se habían conocido en 2011 en San Petersburgo y en 2014 decidieron "defender a la población Rusa" en Ucrania, reunieron a algunos voluntarios y fueron a la región de Lugansk con su propio equipo militar; creando así la fuerza de tareas "Rúsich" bajo el batallón "Batman" liderado por Aleksandr Bédnov, del Ejército del Sudeste de la República Popular de Lugansk. Se le ha acusado al grupo de haber cometido crímenes de guerra en la región y de haber participado en el asesinato y tortura de prisioneros de guerra ucranianos, así como en la mutilación de sus cuerpos.
Alekséi Milchakov (conocido también por sus alias Fritz y Serbio) adquirió notoriedad en 2012 por subir un video en el que mataba y decapitaba a un cachorro. En febrero de 2015, Milchakov fue sancionado por el gobierno de Canadá en respuesta a las agresiones contra Ucrania.
En 2015, la unidad fue retirada para ser trasladada a Siria y operar dentro del Grupo Wagner.
Petrovski (conocido también por su alias veliki slavyán o el gran eslavo) fue capturado en Noruega en 2016, se le revocó su permiso de residencia y fue deportado a Rusia; en 2022 se le vio en San Petersburgo asistiendo al funeral de soldados rusos muertos en Ucrania.
En abril de 2022, el grupo volvió a participar en las guerra ruso-ucraniana, principalmente en la región de Járkov.

## Ideología y simbolismo
Rúsich hace un uso extensivo de símbolos relacionados con el neonazismo y el neopaganismo eslavo, como las runas. Los miembros del grupo usan el kolovrat (asociado a los movimientos paneslavos) y otros símbolos paganos, como el valknut.
Su fundador, Alekséi Milchakov ha declarado abiertamente ser nazi y ha aparecido en fotografías sosteniendo la bandera de guerra de la Alemania nazi; ha participado en el Foro Internacional Conservador Ruso, donde también había partidos neonazis como el Partido Nacionaldemócrata de Alemania, Fuerza Nueva y el ex Partido Sueco.
Los siguientes se utilizan como símbolos del grupo: runas, en particular Tiwaz (ᛏ) (que significa el dios de la destreza militar Tyr), el Kolovrat de ocho rayos, Valknut y consignas codificadas de supremacismo blanco. Como muchos nacionalistas rusos, también usan la bandera imperial rusa (tricolor negro-amarillo-blanco).
Milchakov se convirtió en una figura influyente entre la juventud neofascista en Rusia. También es uno de los pocos que no se vio afectado por los arrestos a su regreso a Rusia. Según el propio Milchakov, su grupo ni siquiera intenta meterse en política, por más insultante que sea para las decisiones de arriba.